# Crater
Crater (Crt), a Taça, (originalmente uma salva, um tipo de bandeja para taças e ponches), é uma constelação do equador celeste. O genitivo, usado para formar nomes de estrelas, é Crateris. É uma das 48 constelações listadas pelo astrônomo do século II Ptolomeu, ao qual mostra uma taça que foi associada ao deus Apolo e está empoleirada nas costas de Hydra.
As constelações vizinhas, segundo as delineações atuais, são a Virgem, o Leão, o Sextante, a Hydra e o Corvo.